# Baron Stanley of Alderley
Baroneci Stanley of Alderley Hall
- 1660–1672: Thomas Stanley, 1. baronet
- 1672–1683: Peter Stanley, 2. baronet
- 1683–1721: Thomas Stanley, 3. baronet
- 1721–1747: James Stanley, 4. baronet
- 1747–1755: Edward Stanley, 5. baronet
- 1755–1807: John Thomas Stanley, 6. baronet
- 1807–1850: John Thomas Stanley, 7. baronet

Baronowie Stanley of Alderley 1. kreacji (parostwo Zjednoczonego Królestwa)
- 1839–1850: John Thomas Stanley, 1. baron Stanley of Alderley
- 1850–1869: Edward John Stanley, 2. baron Stanley of Alderley i 1. baron Eddisbury
- 1869–1903: Henry Edward John Stanley, 3. baron Stanley of Alderley i 2. baron Eddisbury
- 1903–1925: Edward Lyulph Stanley, 4. baron Sheffield, 4. baron Stanley of Alderley i 3. baron Eddisbury
- 1925–1931: Arthur Lyulph Stanley, 5. baron Sheffield, 5. baron Stanley of Alderley i 4. baron Eddisbury
- 1931–1971: Edward John Stanley, 6. baron Sheffield, 6. baron Stanley of Alderley i 5. baron Eddisbury
- 1971–1971: Lyulph Henry Victor Owen Stanley, 7. baron Sheffield, 7. baron Stanley of Alderley i 6. baron Eddisbury
- 1971 -: Thomas Henry Oliver Stanley, 8. baron Sheffield, 8. baron Stanley of Alderley i 7. baron Eddisbury